# Lourens Krook
Lourens Krook (Zwolle, 15 oktober 1865 - aldaar, 16 mei 1944) was een Nederlands architect. Hij kan niet geassocieerd worden met één bepaalde stroming in de architectuur, maar maakte ontwerpen in de stijl van de Amsterdamse School, het expressionisme, en in de stijl van Berlage en Kromhout. Van 1904 tot 1931 was hij directeur van het Bureau Gemeentewerken in Zwolle.  Een aantal door hem ontworpen Zwolse gebouwen en bruggen heeft nu de status van rijksmonument of gemeentelijk monument. De Sassenpoortenbrug uit 1908 wordt gezien als een van zijn meest geslaagde werken. 

## Biografie

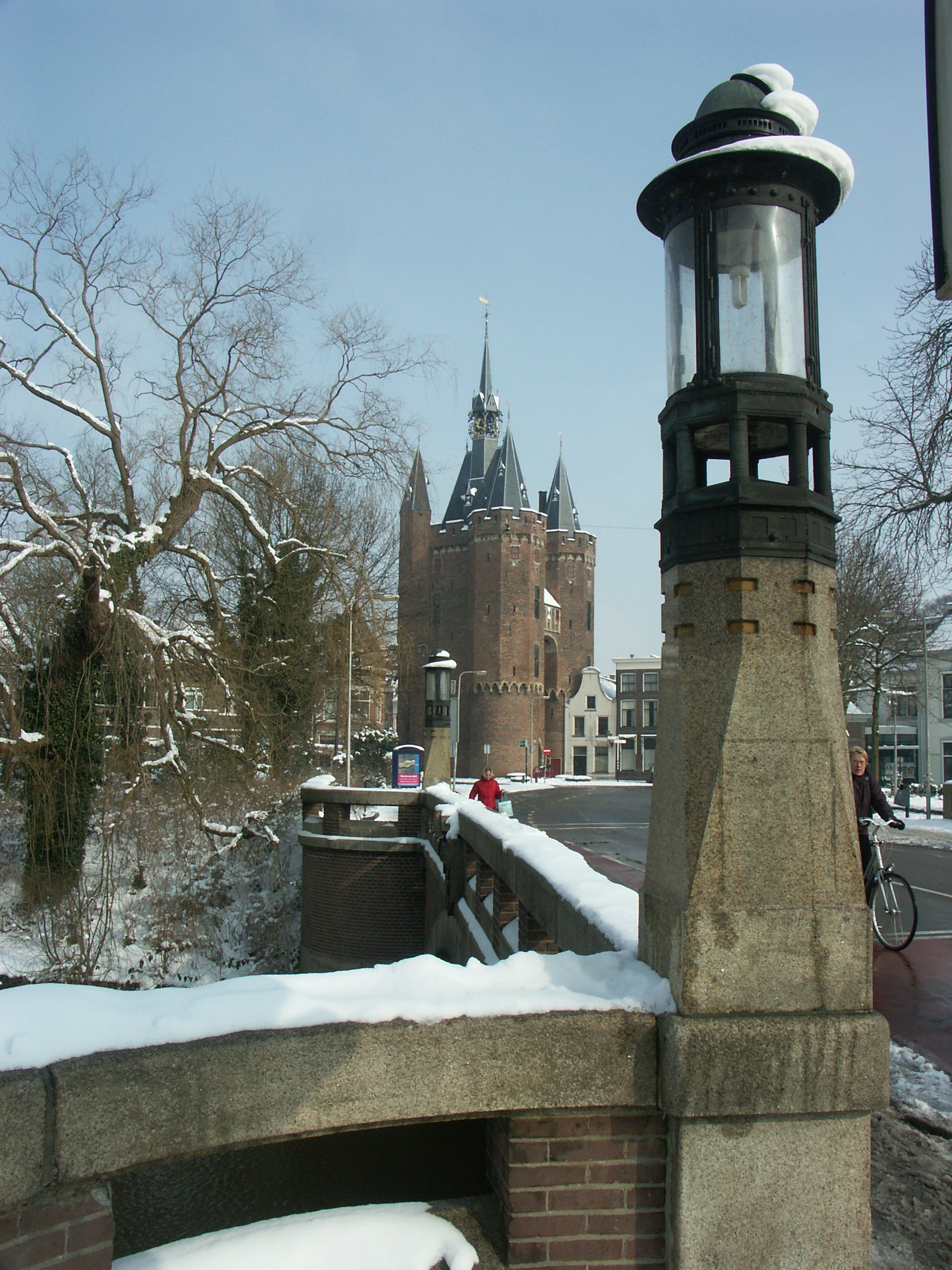
Sassenpoortenbrug, Zwolle

Krook werd opgeleid aan aan de Rijksnormaalschool voor Teekenonderwijzers in Amsterdam en aan de Technische Hochschule in Aken. Zijn vader was een bekende aannemer in Zwolle. Na zijn afstuderen werkte Krook enkele jaren in Duitsland. Vanaf 1896 was hij in dienst bij de stad Lübeck. Hij was daar onder andere betrokken bij de aanleg van het Elbe-Travekanaal en de bouw van de Lorenzkirche.
In 1902 nam Krook ontslag in Lübeck. Hij werd in Amsterdam chef de bureau bij de architect Eduard Cuypers. Het is niet bekend waarmee hij zich in die tijd heeft beziggehouden.
In mei 1904 werd hij in Zwolle benoemd tot directeur van het Bureau Gemeentewerken. Hij bekleedde die functie tot en met 1930 toen hij werd opgevolgd door J.G. Wiebenga. Hij bleef tot zijn dood in Zwolle wonen. 

## Werk
Voor de gemeente ontwierp hij verschillende scholen en enkele andere gebouwen. Zijn ontwerp voor het nieuwe stadhuis werd landelijk bekend. Door vertragingen in de ambtelijke en politieke procedures en door het uitbreken van de Eerste Wereldoorlog werd het ontwerp echter nooit gerealiseerd. In 1914 ontwierp hij een nieuwe vleugel voor het voormalige Sophiaziekenhuis. Ook ontwierp Krook in Zwolle een aantal openbare scholen. Hij ontwierp ook de monumentale gedenkbank (1923) voor burgemeester Van Roijen op de singel bij de Sassenpoort.

Krook was opgeleid als civiel ingenieur en hield zich ook bezig met waterhuishouding en infrastructuur. Hij ontwierp een kademuur bij de Pannekoekendijk om wateroverlast tegen te gaan. Ter verbetering van de druk op de waterleiding liet hij een groot reservoir aanleggen in de Peperbus. Een aantal Zwolse bruggen zijn van zijn hand, waaronder de Schoenkuiperbrug, de Mennistensluis en Mennistenbrug. De Sassenpoortenbrug uit 1908 wordt door sommigen gezien als zijn meest geslaagde werk. 

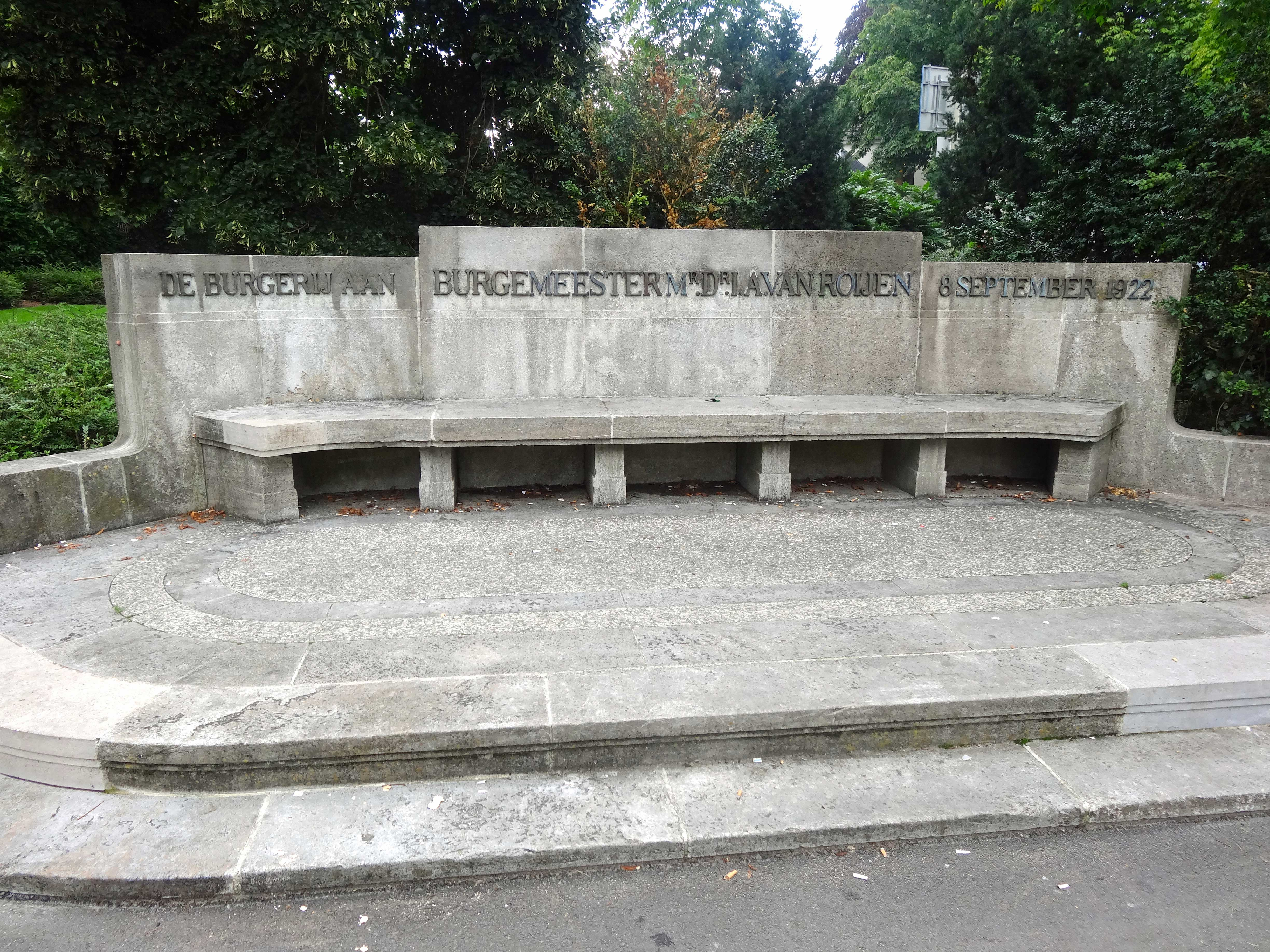
Gedenkbank voor burgemeester van Roijen, Zwolle

Krook was betrokken bij het maken van plannen voor de uitbreiding van Zwolle, zoals het uitbreidingsplan Assendorp (1911) en het ontwerp van een wijk aan de Veerallee, waar Krook voor zichzelf in 1904 al een villa had ontworpen. 
Krook was een voorstander van het behoud en de restauratie van historische monumenten. Dit bleek ook uit de wijze waarop hij in 1915 de Refter, een van de oudste gebouwen van Zwolle, wist te verbouwen tot een handelsschool. In 1926 werd het genootschap 'Het Oversticht' opgericht. Het doel van dit genootschap was 'bevordering en instandhouding van het landelijk en stedelijk schoon in de provincie Overijssel'. Krook werd voorzitter van de in Het Oversticht opgenomen schoonheidscommissie. Hij bekleedde die functie tot 1940.

De door Krook ontworpen Sassenpoortenbrug en de voormalige ambachtsschool aan de Mimosastraat (ontworpen in samenwerking met A. Baart en zijn opvolger J.G. Wiebenga) zijn Rijksmonumenten. Een aantal Zwolse gebouwen en bruggen van zijn hand heeft de status van gemeentelijk monument.  

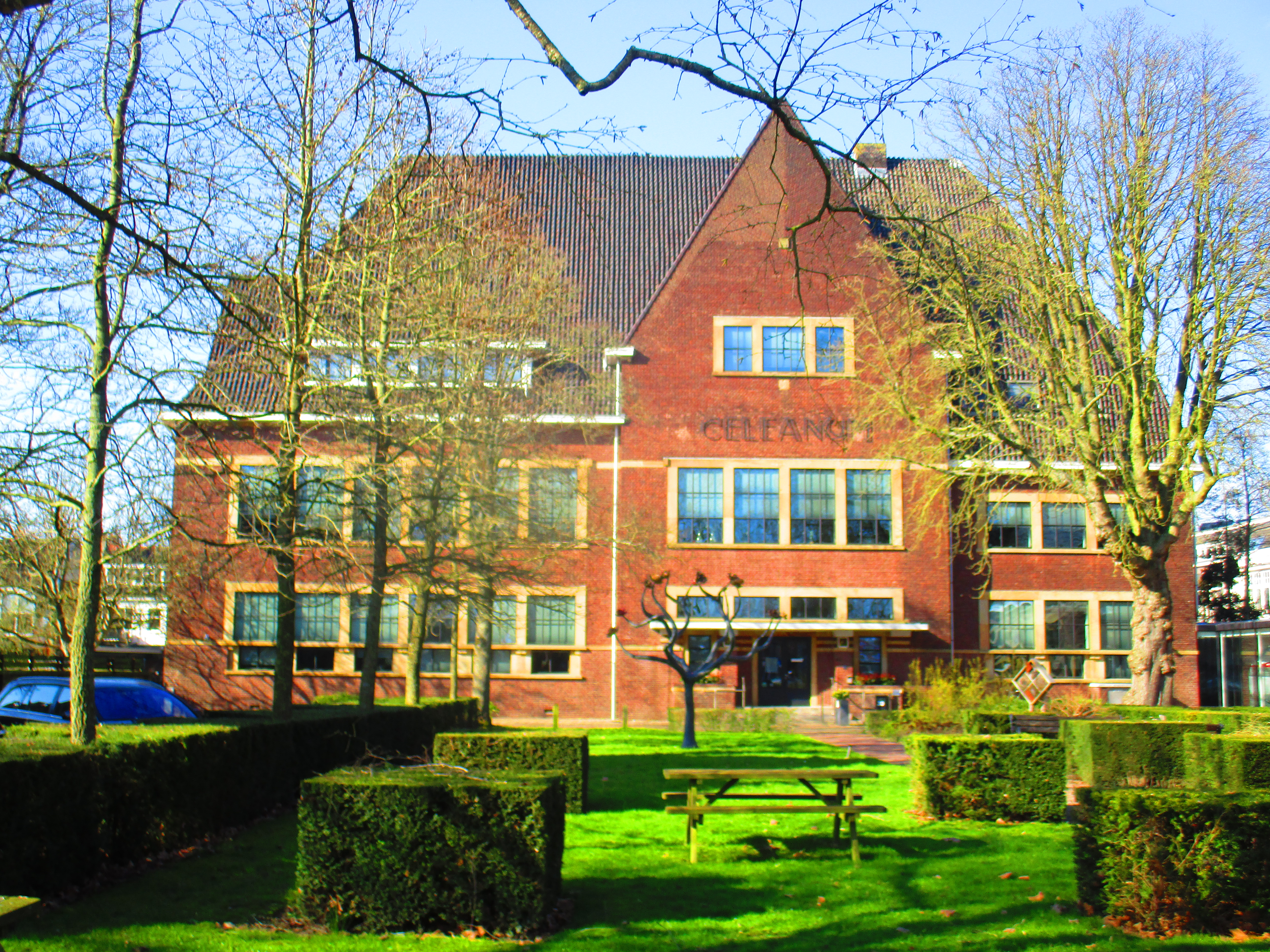
Voormalig Gymnasium Celeanum, Zwolle

## Stijl
Krook kan als architect niet geassocieerd worden met één bepaalde stijl. De Zwolse Elbertschool en de Sassenpoortenbrug zijn in de stijl van de Amsterdamse School.  Het Gymnasium Celeanum en de Parkschool doen denken aan de stijl van Berlage, en Krooks eigen huis aan de Veerallee lijkt beïnvloed door ontwerpen van Kromhout. De Elbertschool wordt gezien als expressionistisch en de Ambachtsschool als een voorbeeld van het Nieuwe Bouwen.

## Rijks- en gemeentemonumenten
Rijksmonument

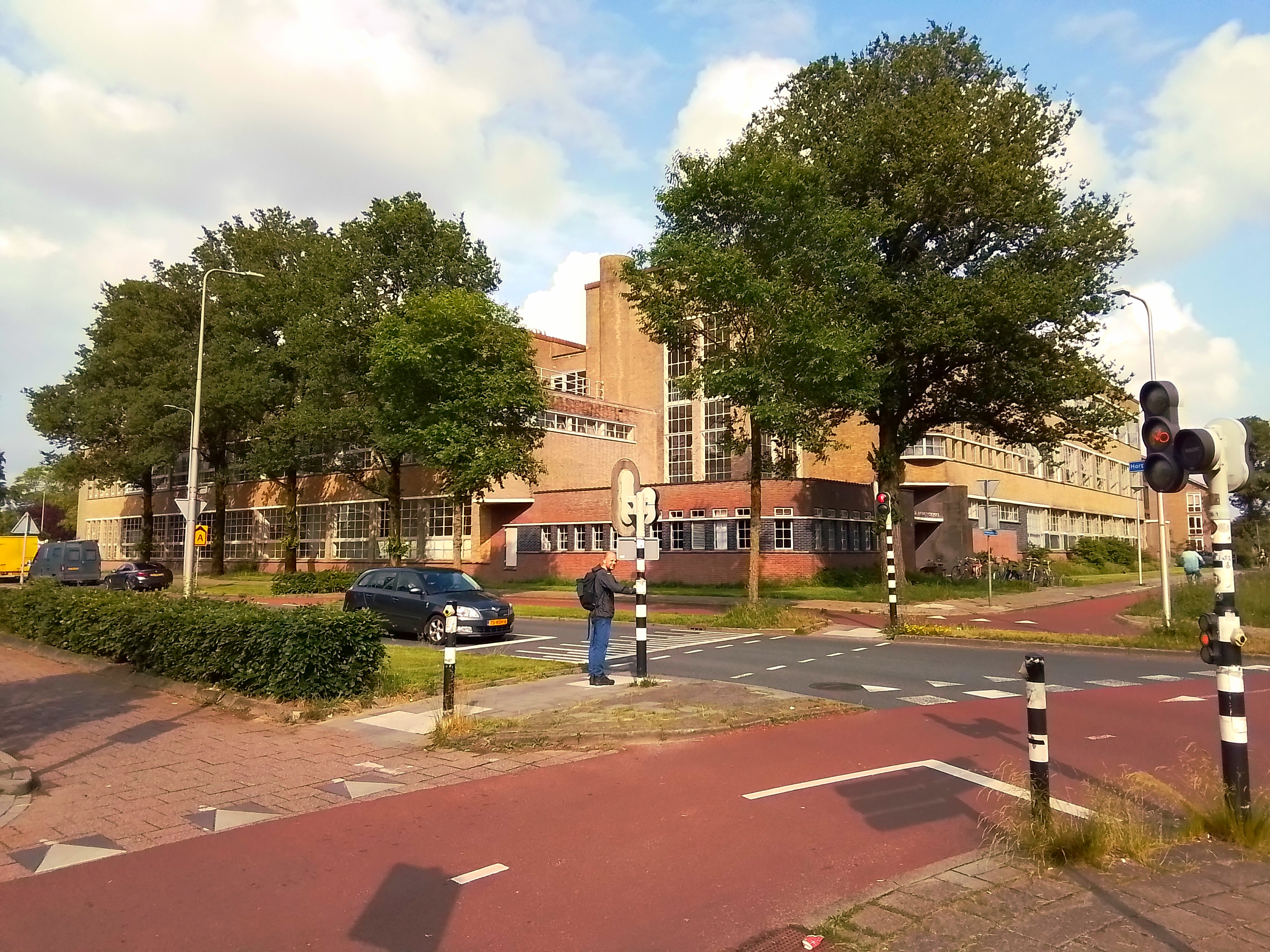
Voormalige Ambachtsschool, Zwolle

- Voormalige Ambachtsschool, ZwolleSassenpoortenburg (1909) - Amsterdamse school (ook wel Art Nouveau)
- vm Ambachtsschool (1933-1934) - Mimosastraat, wordt gezien als voorbeeld van het Nieuwe Bouwen.

Gemeentelijk monument
- Schoenkuipenbrug (1906/1907)
- Menistensluis en Menistenbrug (1922-1923)
- Van Roijen-bank - Potgietersingel  (1923)
- vm Gymnasium Celeanum + gymzaal en conciërgewoning - Veerallee 29&30 (1929)
- vm Elbertschool (1930) - Veemarkt 34-40  (1930)